# أوليفييه دوبويس
أوليفييه دوبويس (بالفرنسية: Olivier Dubois)‏ هو مؤدي فرنسي، ولد في 19 سبتمبر 1972 في كولمار في فرنسا.

## وصلات خارجية
- الموقع الرسمي